# Michel Bacos

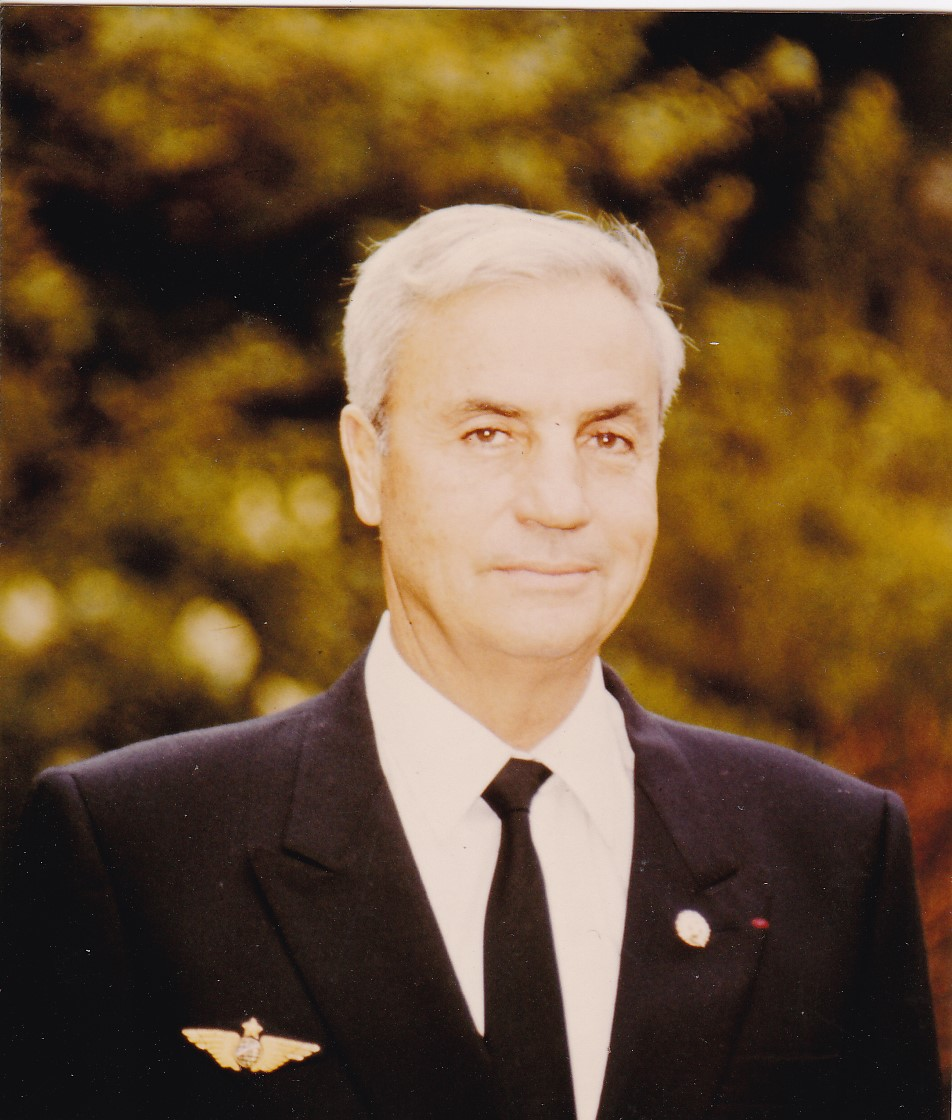
Michel Bacos

Michel Bacos (* 23. Mai 1924 in Ägypten; † 26. März 2019 in Nizza, Frankreich) war ein französischer Pilot. Er war 1976 Flugkapitän des entführten Air-France-Fluges 139, der im Rahmen der Operation Entebbe befreit wurde.

## Leben
Der Vater von Bacos war in Ägypten für die Sueskanal-Gesellschaft tätig. Im Zweiten Weltkrieg war Bacos Mitglied der Forces françaises libres, für die er in Marokko als Luftwaffenoffizier stationiert war.
In den 1960er Jahren flog er Passagier- und Frachtmaschinen im Luftkorridor zwischen Westberlin und Zielen in Westdeutschland.

## Flugzeugentführung
Am 27. Juni 1976 war Bacos Pilot des Flugs 139 der Air France, der von Tel Aviv über Athen nach Paris führen sollte. Die mit 12 Personen Besatzung und 258 Fluggästen besetzte Maschine vom Typ Airbus A300 wurde nach dem Start in Athen entführt und zum Flughafen Bengasi in Libyen umgeleitet. Nach einem über sechsstündigen Aufenthalt startete das Flugzeug erneut, ohne dass Bacos über das Flugziel informiert worden wäre. Es landete schließlich auf dem Flughafen Entebbe in der Nähe von Kampala, der Hauptstadt Ugandas.
Nachdem nicht-jüdische und (teilweise vermeintliche) jüdische Passagiere selektiert worden waren, wurde ein Großteil der Passagiere freigelassen. Ebenso hätten die Piloten und Flugbegleiter gehen können. In seiner Funktion als Flugkapitän erklärte Bacos aber nach Rücksprache mit seiner Besatzung, dass die Crew aufgrund der eigenen Verantwortung keine Passagiere zurücklassen könne, sondern bei den Geiseln bleiben müsste. Bei der Befreiung durch israelische Spezialkräfte wurden mindestens 20 ugandische Soldaten, alle sieben Terroristen, drei Geiseln und ein israelischer Offizier getötet.
Bacos verglich den ersten israelischen Soldaten, den er während der Befreiungsaktion sah, später mit einem Engel, der vom Himmel herabgestiegen wäre.

## Weiteres Leben
Nach der Flugzeugentführung nahm sich Bacos zwei Wochen Urlaub und steuerte anschließend auf eigenen Wunsch mit dem ersten Flug Tel Aviv an. Er ging 1982 in den Ruhestand.
Bacos bezeichnete seine Entscheidung, bei den Geiseln zu bleiben, im Jahr 2006 als einen spontanen und intuitiven Akt der Solidarität mit den Geiseln. Später (2016) ergänzte er, es sei eine Frage von Bewusstsein, Professionalität und Moral gewesen. Bacos wurde als Ritter der Ehrenlegion, vom Staat Israel, von B’nai B’rith und vom American Jewish Committee ausgezeichnet.
Nach seinem Tod wurde er vom israelischen Ministerpräsident Benjamin Netanjahu und vom Präsidenten Reuven Rivlin gewürdigt, der ihn einen „wahren Freund des jüdischen Volkes“ nannte. Bei seiner Beerdigung am 2. April 2019 wurde auf seinen Wunsch die israelische Nationalhymne gespielt.
Bacos war mit einer deutschen Flugbegleiterin verheiratet und hinterließ drei Söhne und zahlreiche Enkel.
Eine Straße in der israelischen Stadt Netanja ist nach ihm benannt.